# 弘前市立南中学校
弘前市立南中学校（ひろさきしりつ みなみちゅうがっこう）は、青森県弘前市原ケ平字山中にある公立中学校。
地元では「南中」（なんちゅう）とも呼ばれる。

## 沿革
- 1984年（昭和59年）4月1日[1] - 弘前市立第三中学校から分離し、弘前市原ケ平に開校。
- 1988年（昭和63年）度 - この年度の生徒数が796名となり、ピークに達した。

## 特徴
りんご園を主とする農業地帯と振興住宅地帯にまたがって建ち、学区は弘前市街地の南に位置する。

## 交通機関
- 弘南バス弘前駅 - 自衛隊線（松森町・門外経由、富田大通り経由）で、「南中学校前」停留所下車。

## 著名な卒業生
- 鉄板■魔太郎（お笑い芸人）

## 学区
小沢(字山崎)、中野四・五丁目、原ケ平、富士見台一・二丁目、館野全域、山崎全域、学園町、松原東全域、松原西全域、安原一丁目の一部、安原二・三丁目、広野一・二丁目、松木平、小栗山、千年一〜四丁目、原ケ平全域、大和沢、一野渡、狼森。